# Ernst Fritz Fürbringer
Ernst Fritz Fürbringer, meist abgekürzt als E. F. Fürbringer (* 27. Juli 1900 in  Braunschweig; † 30. Oktober 1988 in  München), war ein deutscher Theater- und Filmschauspieler sowie Hörspiel- und Synchronsprecher.

## Leben
Ernst Fritz war das jüngste Kind des aus Gera stammenden Wundarztes und Geburtshelfers Bruno Fürbringer und dessen aus dem niederschlesischen Schweidnitz stammenden Ehefrau Elisabeth, geb. Ehrlich. Er hatte vier Geschwister: Gerhard (1884–1972), Ernst (* 1885), Werner (1888–1982) und Adele (* 1891). Er besuchte das Realgymnasium. Nach dem Abitur wurde Fürbringer gegen Ende des Ersten Weltkriegs Fähnrich zur See bei der Marine und schloss sich nach dem Waffenstillstand einem Freikorps im Baltikum an. Anschließend absolvierte er eine landwirtschaftliche Lehre und wurde Inspektor für landwirtschaftliche Betriebe in Ostpreußen und Schleswig-Holstein. Nach einer kaufmännischen Lehre arbeitete er als Stahlkaufmann in Hamburg.
Hier kam er mit dem Theater in Verbindung und nahm 1924/25 Schauspielunterricht bei Carl Zistig. Er debütierte als Oberpriester in einer Schauspielschüler-Aufführung von Des Meeres und der Liebe Wellen an den Hamburger Kammerspielen. Von 1925 bis 1935 war er an den Hamburger Kammerspielen beschäftigt. Anschließend wechselte er zum Bayerischen Staatsschauspiel nach München, wo er sich auch mit seiner Frau Lizzi Rademacher niederließ, mit der er seit 1932 verheiratet war und drei Kinder hatte. Bis 1942 war er Mitglied des Bayerischen Staatsschauspiels.
Sein Filmdebüt gab Fürbringer (abgesehen von dem Dokumentarfilm Wasser hat Balken aus dem Jahr 1933) 1936. Schlank und hochgewachsen, mit hoher Stirn und distinguiertem Auftreten, verkörperte Fürbringer häufig kultivierte, vornehme Herren der besseren Gesellschaft, so in Es leuchten die Sterne (1938), aber auch Verbrechertypen wie in Titanic von 1943. Fürbringer stand 1944 in der Gottbegnadeten-Liste des Reichsministeriums für Volksaufklärung und Propaganda.
Nach dem Krieg spielte er in einigen Edgar-Wallace-Filmen die Rolle des Sir Archibald, so in Der Frosch mit der Maske (1959), Der rote Kreis (1960) und Die Bande des Schreckens (1960). Seine Rolle war seinerzeit ernsthafter angelegt als die eher parodistische Figur des späteren Sir John, die von Siegfried Schürenberg dargestellt wurde. Auch in Durbridge-Verfilmungen wirkte er mit, so 1963 in dem sechsteiligen Fernsehspiel Tim Frazer und 1968 als Sprecher in dem ZDF-Abenteuervierteiler Tom Sawyers und Huckleberry Finns Abenteuer.
Von 1954 bis 1959 war er Ensemblemitglied bei den Städtischen Bühnen Frankfurt. An verschiedenen Bühnen wie der Kleinen Komödie München, an den Münchner Kammerspielen und an der Berliner Komödie gab er Gastspiele
In den 1970er und 1980er Jahren trat Fürbringer zunehmend auch in Fernsehproduktionen auf, insgesamt waren es an die 150 Auftritte. Viel beschäftigt war er in Serien wie Derrick, Monaco Franze und anspruchsvollen Fernsehadaptionen wie Wallenstein und Martin Luther. Daneben synchronisierte er so bekannte Schauspieler wie James Stewart, Melvyn Douglas, Rex Harrison, Henry Fonda und zeitweise auch Gregory Peck.
Seit Ende der 1940er Jahre war Fürbringer auch umfangreich als Hörspielsprecher bei verschiedenen deutschen Sendern – vor allem im süddeutschen Raum – tätig. Er gehörte meist zu den Hauptdarstellern, wie beispielsweise neben Julia Costa und Edith Heerdegen in einer Hörspieladaption von Agatha Christies Werk Die Stimme aus dem Grab oder in einer Folge der 31-teiligen Reihe um den Anwalt Gordon Grantley mit Kurt Lieck und Irmgard Först (beide 1961).
Fürbringer war neben all diesen Tätigkeiten auch weiterhin an Theaterbühnen engagiert. Er übte einen Lehrauftrag an der Münchner Otto-Falckenberg-Schule aus, um dort jungen Künstlern handwerkliche Fähigkeiten des Schauspielerberufs wie auch eigene Erfahrungen zu vermitteln.
Ernst Fritz Fürbringer starb im Alter von 88 Jahren. Er wurde auf dem Münchner Waldfriedhof, Neuer Teil, Gräberfeld 421, anonym beigesetzt.

## Filmografie (Auswahl)
- 1933: Wasser hat Balken
- 1936: Die große und die kleine Welt
- 1936: Straßenmusik
- 1936: Diener lassen bitten
- 1936: Du bist mein Glück
- 1936: Truxa
- 1937: Ein Volksfeind
- 1938: Dreizehn Mann und eine Kanone
- 1938: Es leuchten die Sterne
- 1939: Wasser für Canitoga
- 1939: Der singende Tor
- 1939: La casa lontana (italienische Fassung von Der singende Tor)
- 1939: Fasching
- 1939: Der Feuerteufel
- 1940: Das Fräulein von Barnhelm
- 1941: Carl Peters
- 1941: Venus vor Gericht
- 1941: Alarmstufe V
- 1941: Kameraden
- 1942: Wiener Blut
- 1942: Andreas Schlüter
- 1943: Der unendliche Weg
- 1943: Die unheimliche Wandlung des Axel Roscher
- 1943: Titanic
- 1943/47: Spuk im Schloß
- 1944: Ich bitte um Vollmacht
- 1944: Am Vorabend
- 1944: Ich brauche dich
- 1944: Die heimlichen Bräute
- 1944/49: Der große Fall
- 1945: Der Fall Molander
- 1945/47: Der Millionär
- 1947: Zwischen gestern und morgen
- 1948: Der Herr vom andern Stern
- 1949: Die Reise nach Marrakesch
- 1950: Kronjuwelen
- 1951: Grenzstation 58
- 1951: Die Dame in Schwarz
- 1951: Der blaue Stern des Südens
- 1952: Gefangene Seele
- 1952: Zwei Menschen
- 1952: Der weißblaue Löwe
- 1953: Arlette erobert Paris (Sprecher: Erzähler)
- 1953: Käpt’n Bay-Bay
- 1953: Der Kaplan von San Lorenzo
- 1953: Ein Herz spielt falsch
- 1955: Es geschah am 20. Juli
- 1956: Heiße Ernte
- 1957: Herrscher ohne Krone
- 1957: Robinson soll nicht sterben
- 1957: Nachts, wenn der Teufel kam
- 1957: Der Herr im ersten Stock
- 1958: Der Filmschnitt
- 1958: Der Pauker
- 1958: Auferstehung
- 1959: Der Frosch mit der Maske
- 1959: Ein Mann geht durch die Wand
- 1959: Raskolnikoff
- 1960: Der rote Kreis
- 1960: Die Bande des Schreckens
- 1960: Frau Warrens Gewerbe
- 1960: Der Spielverderber
- 1961: Wallenstein (TV-Zweiteiler)
- 1961: Der Besuch im Karzer
- 1961: Blond muß man sein auf Capri
- 1963: Die zwölf Geschworenen
- 1963: Tim Frazer – Durbridge-Verfilmung
- 1963: Die Legende vom heiligen Trinker
- 1963: Zwei Whisky und ein Sofa
- 1963: Friedrich der Große (Interview mit der Geschichte / Die Fernsehtruhe)
- 1964: Vorsicht Mister Dodd
- 1964: Sergeant Dower muß sterben
- 1964: Die Tote von Beverly Hills
- 1964: Die Gruft mit dem Rätselschloß
- 1964: Der Kreis
- 1964: Lausbubengeschichten
- 1965: Der zerbrochene Krug
- 1965: Der Fall Michael Reiber
- 1965: Tante Frieda – Neue Lausbubengeschichten
- 1965: Der arme Mann Luther
- 1966: Kommissar X – In den Klauen des goldenen Drachen
- 1966: Brennt Paris? (Paris brûle-t-il?)
- 1966: Der Mann, der sich Abel nannte
- 1967: Der Tod läuft hinterher (TV-Dreiteiler)
- 1967: Willst Du nicht das Lämmlein hüten?
- 1967: Verräter (TV-Dreiteiler)
- 1968: Othello
- 1968: Mexikanische Revolution (TV)
- 1968: König Richard II
- 1968: Novemberverbrecher
- 1968: Meinungsverschiedenheiten (TV)
- 1968: Der Reformator
- 1968: Hannibal Brooks
- 1969: Der Kommissar (Serie) – Keiner hörte den Schuß
- 1969: Ludwig auf Freiersfüßen
- 1969: Die Kuba-Krise 1962
- 1970: Die Zirkusprinzessin von Emmerich Kálmán
- 1970: Die seltsamen Methoden des Franz Josef Wanninger (TV-Serie) – Der Burgherr
- 1970: Sir Henri Deterding
- 1970: Graf Yoster gibt sich die Ehre (TV-Serie) – Computerballade
- 1970–1972 Pater Brown (19 Folgen)
- 1970: Journal 1870/71 (Miniserie)
- 1971: Kommissar X jagt die roten Tiger
- 1971: Die heilige Johanna
- 1971: Operation Walküre
- 1971: Sie liebten sich einen Sommer
- 1973: Tatort – Kressin und die zwei Damen aus Jade (TV-Reihe)
- 1973: Die Schlange (Le serpent)
- 1973: Black Coffee
- 1974: Okay S.I.R. (TV-Serie) – Ein glatter Fall
- 1975: Memento Mori
- 1976: Bei Westwind hört man keinen Schuß
- 1976: Sperrmüll
- 1977: Manchmal Märchen
- 1977: Der Privatsekretär
- 1977: Ein Tisch zu viert
- 1977: Generale – Anatomie der Marneschlacht
- 1978: Wallenstein (TV-Vierteiler)
- 1979: Theodor Chindler
- 1979: Die Magermilchbande (Serie)
- 1980: Die Alten kommen
- 1981: Goldene Zeiten (Mehrteiler)
- 1982: Rom ist in der kleinsten Hütte (Serie)
- 1982: Monaco Franze – Der ewige Stenz (9/10) Wo ist das Leben noch lebenswert? (Serie)
- 1983: Kontakt bitte... (Serie)
- 1983: Derrick – Der Täter schickte Blumen
- 1983: Martin Luther
- 1983: Die Krimistunde (Fernsehserie, Folge 6, Episode: „Die Rettung“)
- 1983: Konsul Möllers Erben (Serie)
- 1984: Helga und die Nordlichter (Serie)
- 1984: Vor dem Sturm
- 1985: Der Sonne entgegen (Serie)
- 1985: Derrick – Das tödliche Schweigen
- 1986: Derrick – Der Fall Weidau
- 1986: Lauter Glückspilze (Serie)
- 1986–1987: Die Schwarzwaldklinik (Serie)
- 1987: Die Krimistunde (Fernsehserie, Folge 25, Episode: „Die Macht des Gebetes“)
- 1987: Hallo, hier Karl May (Realszenen in einer Zeichentrickfilmserie)

## Hörspiele
- 1949: Das Gamma-X-Projekt – Regie: Kurt Wilhelm
- 1949: Die Zeit wird kommen – Regie: Otto Kurth
- 1949: Spanische Hochzeit – Regie: Fritz Peter Buch
- 1951: Gerechtigkeit auch in Sybaris – Regie: Otto Kurth
- 1951: Dumala – Regie: Theodor Steiner
- 1951: Die portugalesische Schlacht – Regie: Otto Kurth
- 1952: Die Schwestern – Regie: Kurt Wilhelm
- 1952: Simon oder Der Mann, der in die Stadt kam – Regie: Irmfried Wilimzig
- 1952: Der Mann mit dem Zylinder. Eine musikalische Komödie (nach Just Scheu und Ernst Nebhut) – Regie: Fritz Benscher
- 1953: Der falsche Schutzengel – Regie: Heinz-Günter Stamm
- 1953: Mignon (nach Johann Wolfgang von Goethe) – Regie: Friedrich-Carl Kobbe
- 1953: Der zerbrochene Krug (nach Heinrich von Kleist) – Regie: Hans Schweikart
- 1954: Das Doppelkonzert – Regie: Willy Purucker
- 1954: An den Ufern der Plotinitza – Regie: Otto Kurth
- 1954: Der Hauptmann von Köpenick (nach Carl Zuckmayer) – Regie: Heinz-Günter Stamm
- 1954: Partisanen – Regie: Hans Lietzau
- 1954: Zweimal Napoleon – Regie: Fritz Benscher
- 1955: Die roten Signale – Regie: Heinz-Günter Stamm
- 1955: Die rächende Nemesis – Regie: Fritz Benscher
- 1956: Das Ochsenfurter Männerquartett – Regie: Helmut Brennicke
- 1956: Nathan der Weise (nach Gotthold Ephraim Lessing) – Regie: Paul Hoffmann
- 1956: Das Märchen (nach Curt Goetz) – Regie: Fritz Schröder-Jahn
- 1956: Die Brüder – Regie: Helmut Brennicke
- 1957: Die Abenteuer des braven Soldaten Schwejk (nach Jaroslav Hašek) – Regie: Willy Purucker
- 1958: Der Walzer der Toreros – Regie: Cläre Schimmel
- 1958: Jeden Abend Kammermusik – Regie: Oswald Döpke
- 1958: Der seidene Schuh oder Das Schlimmste trifft nicht immer zu. Spanische Handlung in vier Tagen – Regie: Otto Kurth
- 1958: Als Denksport – Mord – Regie: Paul Land
- 1958: Das Grillenlied – Regie: Willy Purucker
- 1958: Moral (nach Ludwig Thoma) – Regie: Paul Land
- 1959: Don Carlos (nach Friedrich Schiller) – Regie: Leopold Lindtberg
- 1959: Die heilige Johanna (nach George Bernard Shaw) – Regie: Cläre Schimmel
- 1960: Eifersucht – Regie: Paul Land
- 1961: Die Cocktail-Party – Regie: Otto Kurth
- 1961: Zufälle über Zufälle – Regie: Wolfgang Spier
- 1961: Becket oder Die Ehre Gottes – Regie: Cläre Schimmel
- 1961: Ein Tag wie sonst (nach dem Roman: Und sagte kein einziges Wort von Heinrich Böll) – Regie: Otto Kurth
- 1961: Herr Pum sucht seinen Mörder – Regie: Gerlach Fiedler
- 1961: Die Stimme aus dem Grab (nach Agatha Christie) – Regie: Paul Land
- 1961: Nocturno im Grandhotel – Regie: Fritz Schröder-Jahn
- 1961: Gordon Grantley (1 Folge) – Regie: Heinz Dieter Köhler
- 1961: Der große Fang – Regie: Fritz Benscher
- 1962: Kaum zu glauben (von Francis Durbridge) – Regie: Heinz-Günter Stamm
- 1962: Die Möbelwagen – Regie: Heinz Wilhelm Schwarz
- 1962: Drei Begegnungen – Regie: Oskar Nitschke
- 1963: Das nackte Leben – Regie: Heinz-Günter Stamm
- 1963: Die Harakiri-Serie (von Herbert Asmodi) – Regie: Hans Dieter Schwarze
- 1963: Marie Celeste – Regie: Otto Kurth
- 1963: Besuch aus der Unterwelt – Regie: Paul Land
- 1963: Johann Ohneland – Regie: Gerlach Fiedler
- 1963: Das purpurne Juwel – Regie: Otto Kurth
- 1963: Mindermann – Regie: Heinz-Günter Stamm
- 1964: Die Reise nach Maronne – Regie: Cläre Schimmel
- 1964: Frühe Geschäfte – Regie: Otto Kurth
- 1964: Der Kandidat – Regie: Heinz Wilhelm Schwarz
- 1964: Das Feuer Christi – Regie: Friedhelm Ortmann
- 1965: Ein Inspektor kommt – Regie: Heinz Wilhelm Schwarz
- 1965: Das gestohlene Christkind – Regie: Heinz Dieter Köhler
- 1966: Unter einem überdimensionalen X – Regie: Otto Kurth
- 1966: Gaslicht – Regie: Imo Wilimzig
- 1967: Patrick Hampton: Die Maske des Mörders – Bearbeitung: Hellmuth Kirchammer, Regie: Heinz Schimmelpfennig[5]
- 1968: An einem Sonntag im August – Regie: Cläre Schimmel
- 1968: Notar Jasseron – Regie: Manfred Brückner
- 1968: Drachensaat – Regie: Dieter Munck
- 1969: Ich, der Robot (Fünfteiler, nach Isaac Asimov) – Regie: Günther Sauer
- 1969: Gewonnen – Regie: Miklós Konkoly
- 1971: Pat (von Karl Richard Tschon) – Regie: Otto Kurth
- 1971: Der Untertan (Sechsteiler, nach Heinrich Mann) – Regie: Ludwig Cremer
- 1972: Likör – Regie: Rolf von Goth
- 1973: Das Souvenir – Regie: Cläre Schimmel
- 1974: Das Mangobaumwunder – Regie: Otto Kurth
- 1974: Wilhelms Ruh oder Mild strahlte der Vater – Regie: Otto Kurth
- 1981: Ein Heldenleben – Regie: Wolf Euba
- 1981: Das Abgründige in Herrn Gerstenberg – Autor und Regie: Axel von Ambesser
- 1983: Worin besteht deine Macht? (nach Franz Kafka) – Regie: Dieter Hasselblatt
- 1984: Das Eiland (Zweiteiler) – Regie: Petra Kiener
- 1986: Ein Käfer im Ameisenhaufen – Regie: Bernd Lau

Datum unbekannt:
- Seneca und die reine Lehre oder Poesie und Politik – Regie: Ulrich Gerhardt